# Temperature’s Rising
Temperature’s Rising – trzeci i ostatni singiel amerykańskiego zespołu hip-hopowego Mobb Deep promujący album The Infamous. Utwór został wydany w roku 1995.
W 2006 r. piosenka została umieszczona na kompilacji Life of the Infamous: The Best of Mobb Deep.

## Lista utworów
Side A
1. „Temperature’s Rising” (Remix)
2. „Temperature’s Rising” (LP Version)

Side B
1. „Give Up the Goods (Just Step)” (LP Version)
2. „Give Up the Goods (Just Step)” (Instrumental)